# Mururoa
Moruroa, anche trascritto in Mururoa e storicamente chiamato Aopuni, è uno degli atolli che formano l'arcipelago Tuamotu della Polinesia francese ed è situato nell'Oceano Pacifico. Fra gli anni 1966 e 1996 è stato utilizzato dalla Francia come sito per test nucleari insieme al vicino atollo di Fangataufa.
L'atollo corallino di Mururoa è la punta di un vulcano estinto che si estende sotto il livello del mare fino a una profondità di 3000 metri. Il lento sprofondamento del vulcano, al ritmo di un millimetro all'anno, ha permesso la graduale crescita dei coralli nella zona di acque poco profonde, mentre la cima emersa del vulcano veniva erosa.
All'interno del vulcano, a una profondità di circa 500 metri, sono state negli anni prodotte 138 esplosioni nucleari. È stato calcolato che ogni esplosione ha creato una sfera di roccia fratturata da 200 a 500 metri di diametro, a seconda dell'energia della bomba; la potenza accumulata dal 1975 a Mururoa corrisponde a 200 bombe del tipo di Hiroshima.

## Esperimenti nucleari a Mururoa
Nel trentennio che andò dal 1966 al 1996, la Francia realizzò nei suoi territori polinesiani 179 esperimenti nucleari, di cui 41 atmosferici e 138 sotterranei.

### Descrizione degli eventi
L'atollo di Mururoa e quello vicino di Fangataufa furono per un trentennio il teatro di esperimenti nucleari francesi. Venne ufficialmente designato come sito per test nucleari dalla Francia il 21 settembre 1962 con la costruzione di numerose infrastrutture iniziata nel maggio 1963. L'atollo di Hao, situato a circa 450 chilometri a nord-est di Mururoa fu invece scelto come base di supporto per i test nucleari e per altre operazioni ad essi correlate.
Il primo test, al quale fu dato nome in codice Aldebaran, avvenne il 2 luglio 1966 quando venne fatta esplodere una bomba nucleare di 30 chilotoni, più potente della bomba all'uranio che sconvolse Hiroshima. Due anni dopo, nel 1968 fu la volta di una bomba H con potenza di mille chilotoni. Nel 1974 la Francia, a seguito di pesanti pressioni internazionali abbandonò i test atmosferici che avevano caratterizzato il primo ventennio di esperimenti e iniziò quelli sotterranei trivellando il terreno dell'atollo e facendo detonare il materiale nucleare. Tale pratica creò molte polemiche per il timore diffuso che le radiazioni intrappolate nel sottosuolo potessero fuoriuscire contaminando il sottostante oceano e gli atolli vicini.
Un primo stop a questa pratica fu dato nel 1992 da François Mitterrand, il quale decise una moratoria sugli esperimenti, ma nel giugno 1995, soltanto un mese dopo il suo arrivo all'Eliseo, il presidente francese Jacques Chirac annunciò la ripresa degli esperimenti per consentire alla nazione francese di mettere a punto la tecnica della simulazione. La decisione di Chirac suscitò reazioni durissime nell'area del Pacifico e anche nel resto del mondo. Fu soprattutto in Italia che nacquero accese polemiche, a seguito delle quali Chirac decise di annullare il vertice bilaterale in programma a Napoli in quel periodo. Nel 1996, dopo aver eseguito sei test degli otto previsti, il presidente francese Chirac annunciò la fine della campagna e appose la sua firma sul Trattato internazionale che vieta i test nucleari.
Le strutture presenti sull'atollo furono quindi smantellate nel 1996, a seguito dell'ultimo esperimento nucleare effettuato il 27 gennaio dello stesso anno. La Francia realizzò l'ultima esplosione atomica dal dopoguerra e fu l'ultimo paese a fermare gli esperimenti.

### Conseguenze
Circa un decennio dopo la fine degli esperimenti nucleari, un gruppo di ricercatori francesi dell'Istituto nazionale della Sanità e della Ricerca medica (Inserm) francese, capeggiati da uno dei suoi direttori, Florent de Vathaire, assicurò di aver stabilito, attraverso una ricerca compiuta su 239 casi di tumore, un forte legame fra le ricadute dovute agli esperimenti nucleari realizzati dalla Francia e il rischio di un cancro alla tiroide nella zona dell'atollo polinesiano. Il numero di tumori direttamente riconducibili agli esperimenti venne stabilito in una decina di casi, cifra elevata se registrata nel contesto abitativo di un atollo.
A seguito di questo studio compiuto da un organismo ufficiale francese, l'Aven, una delle associazioni che si batte da anni per il riconoscimento dei danni alla salute umana provocati dagli esperimenti, ha dichiarato che tale studio rende ancor più insopportabile la tesi del ministero della Difesa francese e del governo su quelli che hanno sempre definito "esperimenti puliti" e intollerabile il ricorso sistematico in appello contro le decisioni dei tribunali che indennizzano le vittime.
Secondo l'organizzazione Aven, inoltre, la Francia è uno degli ultimi paesi al mondo a riconoscere la nocività degli esperimenti nucleari, a differenza ad esempio degli Stati Uniti, dove la legislazione riconosce, dal 1988, 31 tipi di malattie fra cui 25 cancri, che possono essere provocati dagli esperimenti su persone presenti in un raggio di 700 chilometri attorno al punto zero. La ricerca riaprì le polemiche anche in paesi limitrofi come l'Australia e la Nuova Zelanda, da sempre contrari agli esperimenti francesi.
Una seconda organizzazione, Moruroa e Tatou, preparò un fascicolo da consegnare al ministro dei territori d'oltremare francese. Alcuni dati della ricerca evidenziarono che fra la popolazione di Tureia, l'atollo più vicino a Mururoa, dal 1999 furono registrati 7 decessi causati da tumore su 120 abitanti. L'incidenza dei morti per cancro fra la popolazione venne stabilita intorno al 34%, contro il 17% a livello nazionale.
Nonostante il governo francese abbia dichiarato che la zona della Polinesia francese è priva di ogni rischio ambientale e di inquinamento da radiazioni, l'accesso all'atollo è vietato da forze militari. Attualmente Mururoa si presenta desertica e pattugliata da navi militari, con all'interno un aeroporto costato 40 milioni di franchi.

## Citazioni
- Le radiazioni del sito di Mururoa vengono citate nel libro The Whale Rider di Witi Ihimaera, quando il leader delle balene è preoccupato di condurre il branco in quelle acque a causa delle modificazioni genetiche che le radiazioni rilasciate potrebbero provocare nei neonati.
- Il nome Mururoa viene citato nella canzone Non finirà contenuta in Aurora, terzo album in studio de I Cani: «Produciamo nuove contaminazioni / Fukushima, Nagasaki e Mururoa».
- Una canzone del gruppo punk italiano Derozer s'intitola Mururoa, riferendosi proprio all'atollo.
- La canzone natalizia del 1995 Christmas with the Yours del gruppo Elio e le storie tese riporta le due frasi «Don't throw atomic bombs, because it's Christmas time!» e «Monsieur Chirac, garde la bombe chez toi».[6]
- Il cantautore Raf la cita nella sua canzone Salta più alto del 2006 «Salta Mururoa a 50 anni da Hiroshima»
- Il rapper italiano Kaos, cita Mururoa nella canzone I Messaggeri pt.1 contenuta nell'album di Neffa, Neffa & i messaggeri della dopa: «Esplodo come a Mururoa».
- Nel CD del 1996 Astronotus dei Karma la prima traccia si intitola Mururoa.
- La pianista e compositrice italiana Alessandra Celletti ha pubblicato nel 1997 il cd Overground come forma di protesta contro gli esperimenti nucleari su Mururoa. Nel retro di copertina dichiara: «L’idea di Overground mi è nata dai ripetuti esperimenti nucleari su Mururoa. Il fatto che mi è sembrato assurdo, a parte l’assurdità della bomba atomica in sé, a parte Hiroshima e Nagasaki, a parte Černobyl', a parte tutto ciò che non ci è concesso di sapere, è stato considerare un'isola del Pacifico, lontana migliaia di chilometri, una proprietà privata di cui poter tranquillamente abusare».
- Il rapper italiano Mistaman cita l'atollo nella canzone M.I.S.T.A.M.A.N.
- Il rapper italiano Marracash recita testualmente «Ora ho una label, man, e un super roster, Mururoa, il tuo eroe cade dal poster» nella canzone Status.
- Il volume Pubblicità Magari, edito da Comix (1996), cita ironicamente gli esperimenti nucleari francesi a Mururoa.